# ۵-نونانون
۵-نونانون یا دی بوتیل کتون، یک ترکیب آلی با فرمول CO2(CH3CH2CH2CH2) است. این مایع بی‌رنگ، یک کتون متقارن است.

## سنتز
۵-نونانون، که به عنوان یک سوخت دیزلی به‌طور بالقوه مورد توجه است، می‌تواند از اسید لوولونیک که خود می‌تواند از فروکتوز تولید شود، تولید شود. اسید لوولینیک به اسید والریک تبدیل می‌شود که تحت کتون سازی قرار می‌گیرد.

## سم‌شناسی

### اثرات سم‌شناسی
در موش صحرایی، سمیت عصبی ۵-نونانون توسط متیل اتیل کتون افزایش می‌یابد. آزمایشی نشان داد که القای آنزیم‌های اکسید کننده میکروزومال که منجر به تولید بیشتر متابولیت‌های سمی می‌شود، منجر به تغییر رنگ موی موش‌ها به نارنجی و قهوه ای شد.
مطالعه دیگری بر روی موش‌ها انجام شد تا افزایش سمیت ۵-نونانون توسط ۵-متیل-۲-اوکتانون را کشف کند. ترکیبی از این دو ماده، اثر عصبی ۵-نونانون را تقریباً شش برابر افزایش می‌دهد. هنگامی که فقط در معرض تورم کبد ۵-متیل-۲-اوکتانون مشاهده شد، نشان داد که فعال سازی متابولیکی آنزیم‌های اکسیداتیو کبدی ممکن است دلیل افزایش سمیت در مصرف همزمان باشد.